# Bundesautobahn 828
Pour les articles homonymes, voir A828.
La Bundesautobahn 828 était le projet d'une Bundesautobahn dans le Land de Bade-Wurtemberg.

## Histoire
L'A 828 devait traverser la zone urbaine de Baden-Baden. Elle devrait mener de la Bundesautobahn 5 au quartier de Geroldsau. Cependant, seul un court tronçon le long de la Bundesstraße 500 au niveau de l'A 5 fut construit à la manière d'une autoroute.